# Palazzo delle Finanze
Il Palazzo delle Finanze è un palazzo storico di Roma, sede del Ministero dell'economia e delle finanze.

## Storia
Voluto da Quintino Sella, che pensò di ospitare qui i 2.200 dipendenti del Ministero delle finanze del Regno d'Italia (compreso il personale della Corte dei conti e delle direzioni generali del Tesoro, del Demanio, del Debito pubblico e della Cassa depositi e prestiti), fu realizzato in cinque anni. Oggi ospita 7.295 unità di personale.
Il progetto è dell'ingegner Raffaele Canevari, in collaborazione con altri importanti architetti dell'epoca. Di Francesco Pieroni è il portico rinascimentale interno, di Ercole Rosa l'ingresso di via XX Settembre e di Pietro Costa l'ingresso di via Cernaia. La costruzione dell'edificio fu appaltata alla Società Veneta Costruzioni Pubbliche, di cui Vincenzo Stefano Breda era socio fondatore e presidente.
L'avvio della costruzione del palazzo, insieme ai lavori di ammodernamento della Stazione Termini (già Pio Centrale), segnò l'avvio dell'irresistibile ondata di espansione urbana che portò alla nascita, secondo il piano regolatore di Luigi Pianciani del 1873, dei "nuovi" rioni di Roma - il quartiere Macao o dell'Indipendenza (rione Castro Pretorio, di cui il Palazzo delle Finanze è parte), il Sallustiano, il Ludovisi, l'Esquilino - dopo lo spostamento a Roma della capitale del Regno d'Italia.
Per i lavori di costruzione del Ministero furono demoliti i resti di Porta Collina, una delle porte superstiti delle antiche mura serviane, e furono coperti anche parte dei resti delle Terme di Diocleziano.

## Descrizione

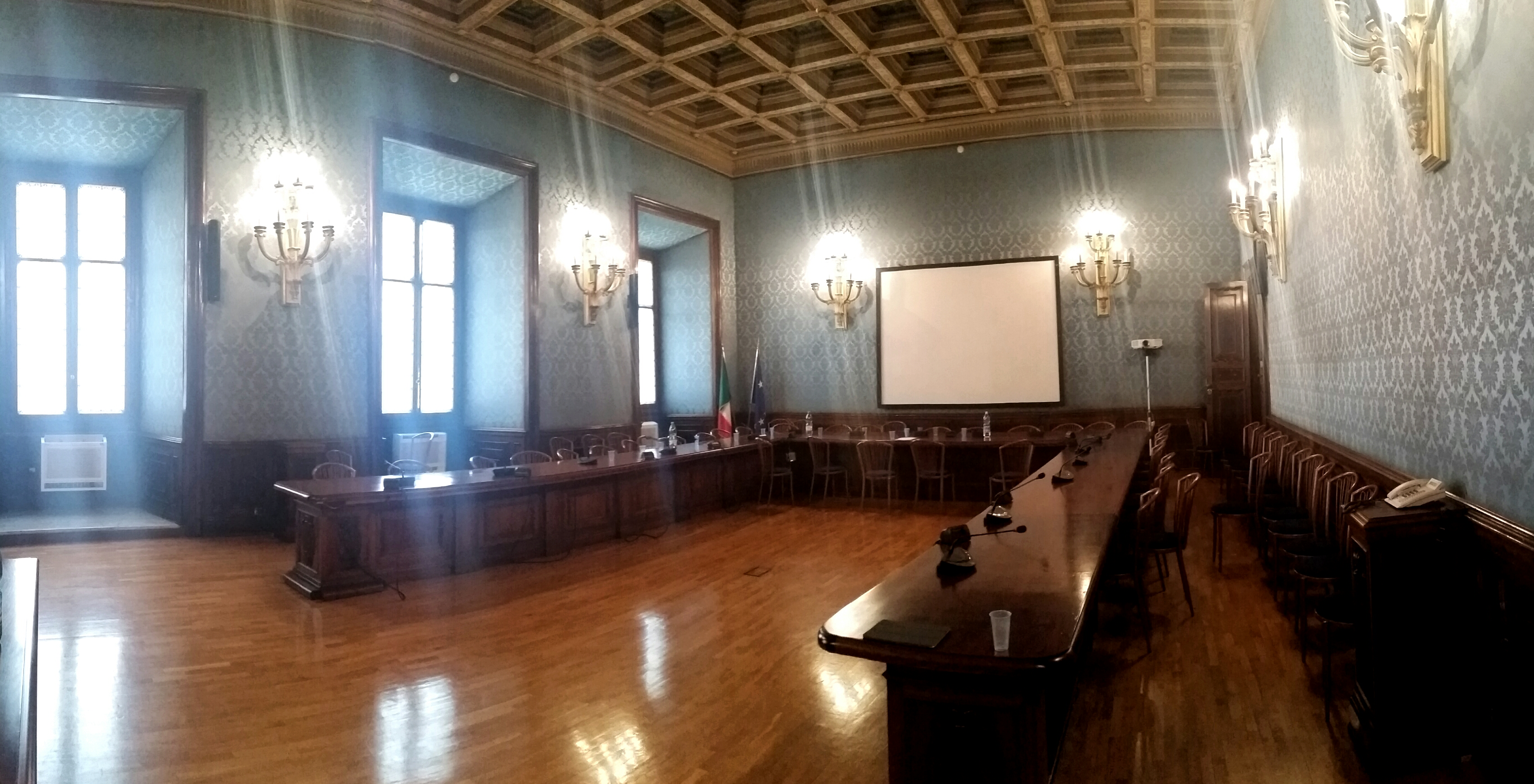
Sala Azzurra, Palazzo delle Finanze, Ministero dell'economia e delle finanze a Roma

L'edificio è lungo 300 metri e largo 120; si estende su di una superficie coperta pari a 137.711 m2.
Il Palazzo delle Finanze, quale primo grande edificio pubblico della nuova capitale del Regno d'Italia, ospitò per un certo periodo anche il Consiglio dei Ministri, nella cosiddetta Sala della Maggioranza. La volta della sala, decorata da Cesare Mariani, rappresenta al centro l'allegoria dell'Italia e ai quattro lati, affacciati a delle balaustre, i quattro gruppi che idealmente hanno determinato l'unità e l'indipendenza della nazione: casa Savoia, i condottieri militari, i politici-legislatori e i poeti-filosofi. Il lampadario centrale, originale, in ferro battuto e decorazioni dorate è di Francesco Pieroni.
Di notevole valore è anche la Sala del Parlamentino, storicamente sede delle udienze pubbliche della Corte dei conti: a coronamento del volume a doppia altezza, secondo il progetto di Domenico Bruschi e Cecrope Barilli, il pregiato soffitto a cassettoni a motivi floreali. Di particolare pregio la Sala azzurra, una sala riunioni del Direttore generale del Tesoro con vetrate di pregio dell'antica Vetreria De Matteis di Firenze.
Dal 1961 al 2014 è stato collocato nel Palazzo delle Finanze il Museo numismatico della Zecca Italiana gestito dall'Istituto Poligrafico e Zecca dello Stato, che custodisce oltre ventimila opere numismatiche, tra monete, medaglie, bozzetti ed altri oggetti di conio. Larga parte della collezione, di alto pregio, fu incorporata dal Gabinetto Numismatico della Zecca Vaticana a seguito della presa di Roma nel 1870. Il museo è dal 2016 nella nuova sede di via Salaria 712.
Tra il 2003 e il 2006 sono stati realizzati quattro rilevanti interventi di riqualificazione degli spazi del palazzo, che hanno inserito elementi moderni e tecnologici nell'architettura dell'edificio: l'ingresso in cristallo e acciaio denominato Porta dell'Europa, il Pool informatico DT-RGS, la nuova biblioteca del Dipartimento del Tesoro e il Polo multifunzionale RGS. Questi quattro interventi sono descritti nella bibliografia recente sul Palazzo; gli ultimi tre sono stati progettati dall'architetto Daniele Durante.

## Galleria d'immagini

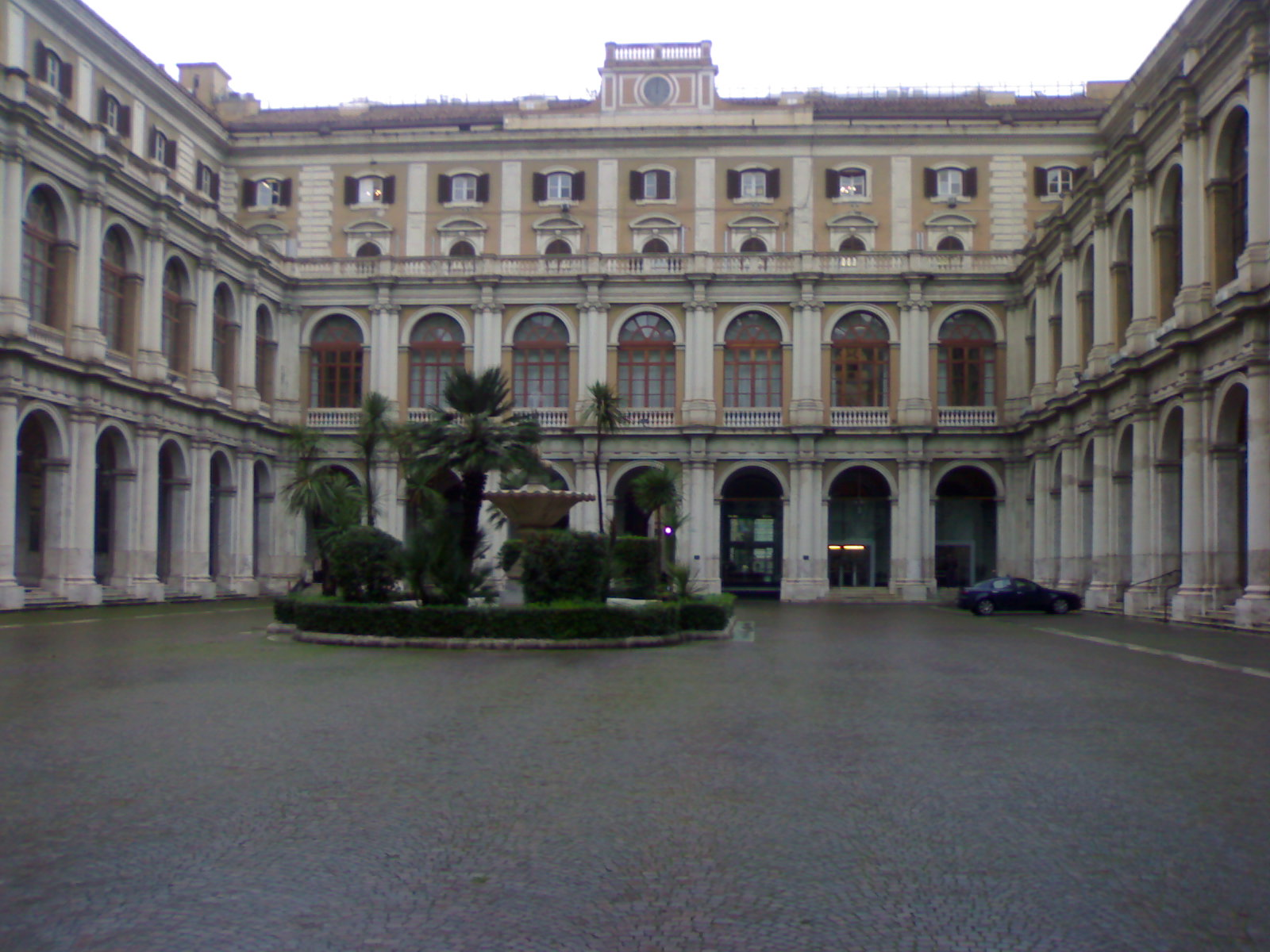
Cortile centrale del Palazzo delle Finanze.
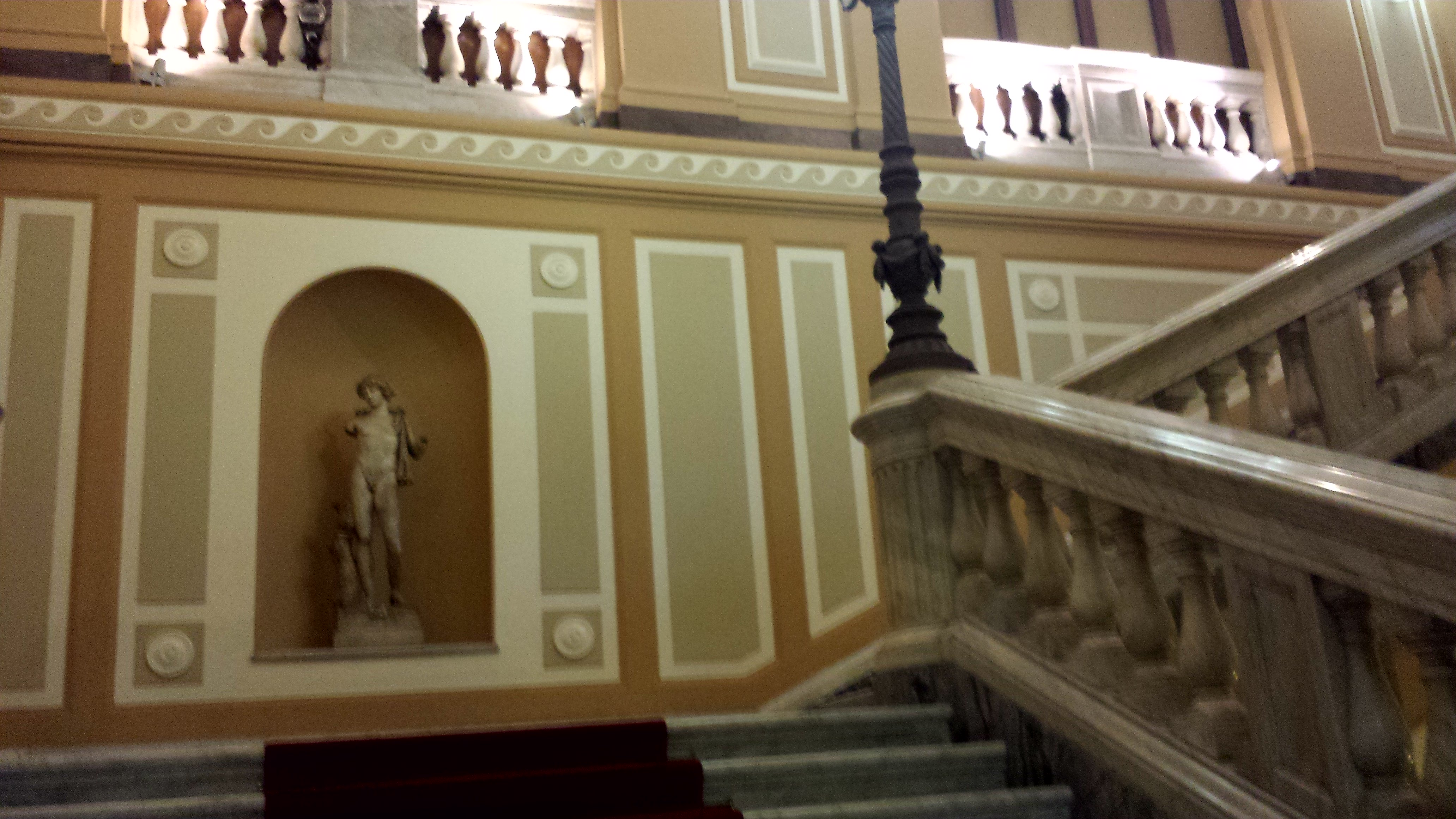
Scalone d'onore del Palazzo delle Finanze.
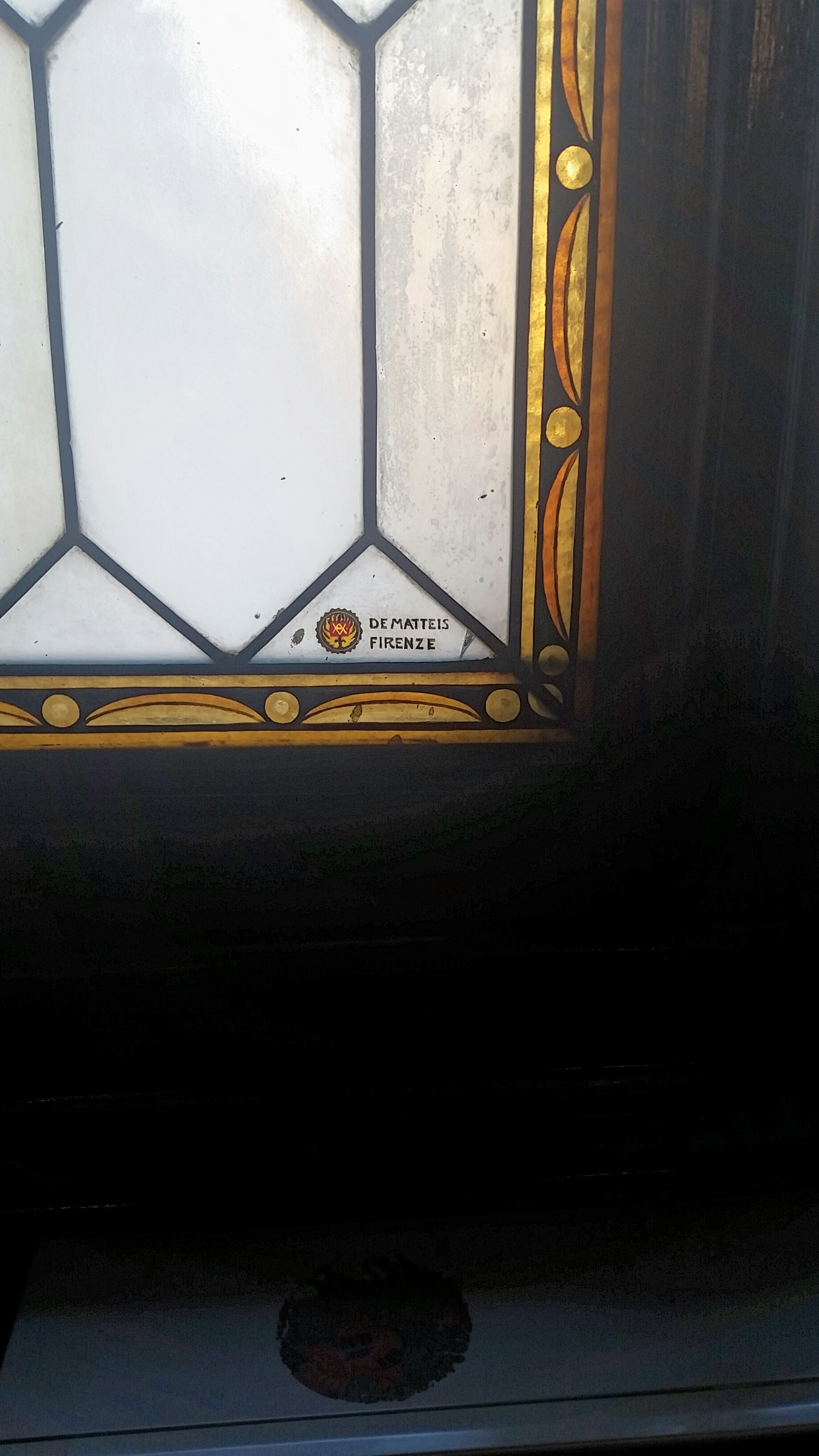
Particolare della vetrata della Sala Azzurra, realizzata dalla storica Vetreria Ulisse De Matteis di Firenze.